# KazAzot
KazAzot (russisch КазАзот) ist der einzige Hersteller von Ammoniak und Ammoniumnitrat in Kasachstan. Der Sitz des 2005 gegründeten Unternehmens befindet sich in Aqtau.
Das Unternehmen wurde am 16. November 2005 als Nachfolgeunternehmen eines chemisch-metallurgischen Kombinates gegründet. Das Werk von KazAzot umfasst eine Fläche von 152,36 Hektar und befindet sich neun Kilometer nördlich des Stadtzentrums von Aqtau.
Die Produktpalette des Unternehmens umfasst die Herstellung von Ammoniak, schwacher Salpetersäure und Ammoniumnitrat. Die hergestellten Produkte werden unter anderem nach Indien, Polen, Russland und in die Ukraine exportiert.